# Boca Chica (Texas)
Boca Chica es un área en la parte este de una península subdelta del condado de Cameron , en el extremo sur del estado estadounidense de Texas a lo largo de la costa del golfo. Limita con el Canal de Navegación de Brownsville al norte, el Río Bravo y México al sur, y el Golfo de México al este. El área se extiende aproximadamente 25 millas (40 km) al este de la ciudad de Brownsville. La península es servida por la Carretera Estatal 4 de Texas, también conocida como la Carretera Boca Chica.
El área de Boca Chica ha consistido históricamente en concesiones de tierras mexicanas, ranchos mexicanos y estadounidenses , un campo de batalla de la guerra de Secesión (Batalla de Palmito Ranch), un parque estatal (Boca Chica State Park,  inaugurado en 1994), un pequeño pueblo (Boca Chica Village , c. 1960-2020), y, después de mediados de la década de 2010, una instalación de lanzamiento espacial privada en evolución (puerto espacial de Boca Chica) que incluye una gran instalación de desarrollo y fabricación de SpaceX para vehículos espaciales y vehículos de lanzamiento, y un lanzamiento complejo que se ha utilizado para terrenos y pruebas de vuelo desde 2019 y está destinado a posteriores lanzamientos orbitales ; ambos están incluidos en el término: sitio de lanzamiento de SpaceX South Texas.
Boca Chica es otra manera de decir "boca pequeña" en español, ya que el caudal del Río Bravo es modesto y en las sequías la desembocadura del río puede desaparecer por completo.

## La elaboración del área de Boca Chica
El transporte a través de Boca Chica ha sido una parte importante de la historia del área. Existía una ruta de transporte terrestre a través de Boca Chica en el siglo XIX, comenzando en el puerto mexicano de Brazos Santiago , al norte de Boca Chica, y dirigiéndose hacia el interior hasta el área del Valle del Río Grande que luego se convertiría en Brownsville. El puerto de vela de aguas poco profundas en Brazos Santiago fue utilizado por veleros que utilizaron el paso de Brazos Santiago para ingresar a la Bahía Sur de Laguna Madre —una bahía natural hipersalina poco profunda— desde el Golfo para transitar mercancías hacia el norte continental al norte del Río Bravo . Los artefactos históricos de uso humano de esas épocas permanecieron a partir de 2013 que ilustran el uso de carreteras durante la Intervención estadounidense en México (alrededor de 1846) y el uso del ferrocarril durante la Guerra de Secesión . Dos artefactos históricos. Los pilotes de ciprés de un puente flotante de alrededor de 1846 y los " pilotes de Palmetto" de un puente de ferrocarril de alrededor de 1865 aún existían en 2013. Ambos se encuentran a 0,80 km de la playa cerca del término este de la carretera estatal 4 de Texas. . 
A fines del siglo XIX, gran parte de la tierra cultivable en la península subdelta de Boca Chica se usaba para la ganadería . Los ranchos históricos incluyen Tulosa Ranch, Palmito Ranch, White's Ranch y Cobb's Ranch.  No se conoce el uso histórico de los nativos americanos y la consulta con varias tribus en 2013 no identificó ningún registro verbal del uso nativo del área. 

En 1904, se completó el ferrocarril de St. Louis, Brownsville y México a Brownsville, lo que "abrió el área a los agricultores del norte que comenzaron a llegar a la zona a principios del siglo XX. Limpiaron la tierra, construyeron sistemas de riego y carreteras, e introdujo el cultivo en camiones a gran escala y el cultivo de cítricos. Los nuevos esfuerzos agrícolas iniciaron un nuevo período de prosperidad en Brownsville ". 
La disponibilidad de tierras baratas en la zona generó un gran interés en la especulación de tierras. Se enviaron trenes especiales para traer especuladores de tierras a la zona y, a principios de la década de 1920, hasta 200 personas por día venían a ver la tierra.
Una de las empresas de especulación de tierras más notables fue la construcción del Del Mar Resort en la playa de Boca Chica . Anunciado como ubicado en la misma latitud que Miami , el complejo fue construido en la década de 1920 por el coronel Sam Robinson, quien se mudó al Valle del Río Bravo en 1917. El complejo tenía 20 cabañas disponibles para alquilar, una casa de baños y un salón de baile. Fue un centro turístico bastante exitoso hasta 1933, cuando un huracán destruyó la mayoría de los edificios. Los edificios restantes se convirtieron en una base para la Guardia Costera de Estados Unidos durante la Segunda Guerra Mundial . Como resultado de la Gran Depresión y los daños causados por el huracán, los dueños de la propiedad no pudieron reabrir el resort después del final de la guerra.

El devastador huracán de 1933 impulsó a la Works Progress Administration a participar en el dragado y la construcción del puerto de Brownsville , una empresa que la ciudad había estado tratando de completar desde 1928. El puerto se inauguró oficialmente en 1936. 
Durante los años en que el canal de navegación estuvo en construcción, William Swan , un empresario de aviones cohete conocido a nivel nacional , desapareció sobre Boca Chica cuando intentaba un vuelo humano propulsado por cohetes en 1933. Como parte de una exhibición de paracaidismo sobre el Mar Resort en Boca Chica, saltó de un avión en "un intento de vuelo tripulado con mochila cohete. Desapareció en las nubes y nunca más se lo volvió a ver".  Swan ya había establecido récords en 1931 con el primer vuelo estadounidense de un avión propulsado por cohetes sobre Atlantic City, Nueva Jersey y el "primer vuelo de un cohete espacial lanzado desde el aire" en 1932.
La finalización del puerto y el dragado del Canal de Navegación de Brownsville crearon un nuevo límite norte creado por el hombre de la península de Boca Chica . Cortó a la península de cualquier ruta de transporte terrestre, excepto de Brownsville hacia el este, que también era la vía férrea de transporte de Boca Chica al resto del país. 

## Campo de batalla de la Guerra Civil
La batalla de Palmito Ranch es considerada por algunos como la batalla final de la conclusión de la Guerra de Secesión. Se libró del 12 al 13 de mayo de 1865, a orillas del Río Bravo al este de la actual Brownsville, Texas, ya pocas millas del puerto marítimo de Los Brazos de Santiago.
Las fuerzas de la Unión y de la Confederación en el sur de Texas habían estado observando una tregua no oficial desde principios de 1865. Pero el Coronel de la Unión Theodore H. Barrett, recién asignado al mando de una unidad totalmente negra, y que nunca había estado en combate, ordenó un ataque contra un Confederado. campamento cerca de Fort Brown por razones desconocidas. Los atacantes de la Unión capturaron a algunos prisioneros, pero al día siguiente el coronel John Salmon Ford repelió el ataque cerca de Palmito Ranch y la batalla resultó en una derrota de la Unión. Las fuerzas de la Unión fueron sorprendidas por la artillería, supuestamente suministrada por el ejército francés que ocupaba la cercana ciudad mexicana de Matamoros .

## Playa Boca Chica
La playa de Boca Chica es parte del tramo de Boca Chica de 10,680 acres (43.2 km 2 ) del Refugio Nacional de Vida Silvestre del Valle del Bajo Río Grande . El tramo es un antiguo parque estatal de Texas ubicado en la Subdelta de Boca Chica separada de México por el Río Bravo . El parque fue adquirido por el estado de Texas e inaugurado en mayo de 1994. La tierra del parque estatal ahora es administrada por el gobierno federal de los Estados Unidos como parte del Refugio Nacional de Vida Silvestre del Valle del Bajo Río Grande.
La parte de la playa al norte de la actual Carretera Estatal 4 de Texas, en lo que históricamente fue la isla Brazos pero ahora está conectada al continente, se conocía como Playa Del Mar antes de la segunda mitad del siglo XX. Esta área fue la ubicación del exitoso Del Mar Resort en la década de 1920 y principios de la de 1930, que tenía 20 cabañas de día para alquilar junto con una casa de baños y un salón de baile.  Muchos de los edificios del complejo fueron destruidos por el huracán de 1933 . Aunque los propietarios reconstruyeron parcialmente y continuaron operando durante la década de 1930, los edificios restantes se convirtieron en una base para la Guardia Costera de Estados Unidos. Durante la Segunda Guerra Mundial. Como resultado de la Gran Depresión y daños por huracanes, los propietarios no volvieron a abrir el complejo después del final de la guerra.
Un mapa más antiguo de Boca Chica  muestra la existencia de un pasaje de barco (Paso Boca Chica) desde el Golfo hasta la Bahía Sur de la Laguna Madre, varias millas al sur del Paso Brazos Santiago, justo al norte del sitio de lanzamiento orbital actual de SpaceX. Esto fue desde el momento en que la isla Brazos, el área duned al este de South Bay, era una isla separada del continente. De 1846 a 1879, el servicio de King & Kennedy Steamboat hizo escalas en un embarcadero en South Bay. En algún momento de la década de 1900, un puente de carretera, llamado Boca Chica Pass Bridge, cruzó el paso para conectar la carretera de Brownsville a Brazos Island. El movimiento de tormentas de arenas y llanuras de marea, principalmente de los huracanes de 1933 y 1967, han cerrado el paso y conectado la isla Brazos con el continente, aunque el agua todavía sale por el extremo sureste de South Bay y fluye junto a la SH 4 hacia el Golfo bajo ciertas condiciones climáticas, días particularmente prolongados de vientos del sur que aumentan el nivel del agua en el extremo sur de la bahía durante la marea alta, lo que permite flujos limitados de agua de la bahía de regreso al Golfo a través de la carretera que atraviesa las dunas.

## Boca Chica Village
Boca Chica Village es el nombre actual de una pequeña comunidad no incorporada ubicada en Texas State Highway 4, a unas 22 millas (35 km) al este de Brownsville. Se formó en 1967 con otro nombre como un proyecto de desarrollo de tierras, y se construyó una comunidad de aproximadamente 30 casas estilo rancho antes de que el asentamiento fuera devastado por el huracán Beulah más tarde ese mismo año, lo que afectó en gran medida la trayectoria de la posible ciudad.
En 2014, SpaceX eligió la aldea y el área circundante como la ubicación para la construcción de una instalación de lanzamiento y construcción de vuelos espaciales. Gran parte de las instalaciones de construcción de SpaceX se encuentran en un terreno que anteriormente formaba parte de Boca Chica Village, mientras que las instalaciones de prueba y lanzamiento orbital de  SpaceX se encuentran a dos millas más al este, junto a la playa de Boca Chica.

## Instalaciones de prueba / construcción espacial de SpaceX
En 2012, la empresa privada de exploración espacial SpaceX nombró el área de Boca Chica como una posible ubicación para la construcción de su futuro sitio de lanzamiento comercial privado. En agosto de 2014,  SpaceX anunció que habían seleccionado el área como ubicación para su sitio de lanzamiento en el sur de Texas , y que su "centro de control" estaría en tierra dentro de Boca Chica Village, mientras que el complejo de lanzamiento estaría ubicado a dos millas del este. La construcción limitada comenzó ese año, pero las actividades de construcción más extensas no comenzaron hasta aproximadamente 2018. Para mayo de 2018, se esperaba que el sitio se usara exclusivamente para lanzamientos del vehículo de lanzamiento SpaceX de segunda generación totalmente reutilizable (que finalmente se llamó Starship a finales de 2018), y el complejo de lanzamiento ya no estaba planeado para convertirse en un tercer sitio de lanzamiento para Falcon 9 y Falcon Heavy.
Las pruebas de vuelo de la nave espacial SpaceX con un motor de cohete Raptor de nuevo diseño comenzaron en 2019 y continuaron hasta 2021. Con la aldea a solo unas millas del sitio de prueba, en agosto de 2019, los funcionarios del condado de Cameron, siguiendo los requisitos establecidos por la autoridad reguladora de EE.UU., la FAA —comenzó a solicitar a los residentes de la aldea que permanecieran fuera de sus casas durante cualquier prueba que implique la carga de combustible propulsor, debido al peligro percibido de las ventanas rotas inducidas por ondas de choque en caso de una anomalía de prueba y una explosión. A partir de 2021 comenzó la construcción de los edificios de montaje y la zona de lanzamiento con la plataforma y la torre de lanzamiento que es la más alta del mundo.

## Starbase, Texas
Ya en agosto de 2020, SpaceX indicó que estaba buscando construir un resort en el sur de Texas con la intención de convertir "Boca Chica en un 'puerto espacial del siglo XXI' ".
En marzo de 2021, el CEO de SpaceX, Elon Musk, anunció de manera más formal planes para incorporar una nueva ciudad en el área de Boca Chica que se llamará Starbase, Texas. Starbase incluiría el Boca Chica Village existente, el sitio de prueba y el sitio de lanzamiento de SpaceX, y más del área circundante de Boca Chica.  Se espera que Starbase incluya el terreno en Boca Chica Village propiamente dicho, donde se encuentran tanto la comunidad de casas heredadas como el sitio de construcción de SpaceX, así como el terreno donde se encuentran el sitio de prueba y el sitio de lanzamiento de SpaceX y más ya que Starbase va a ser un municipio "mucho más grande que Boca Chica".
En abril de 2021, SpaceX se refería al área como "Starbase" en sus transmisiones web de vuelos de prueba, y Elon Musk animaba abiertamente a la gente a mudarse a "Starbase", y proyectaba que la población podría crecer en varios miles de personas en el próximo varios años.  Starbase también se había convertido en un término común para el área entre los fanáticos y seguidores de SpaceX.  La empresa aún no ha presentado la documentación necesaria para iniciar el proceso de formación de la ciudad, y Dallas News informó que "la planificación parece estar en las primeras etapas.